# Pałac Prasy w Krakowie

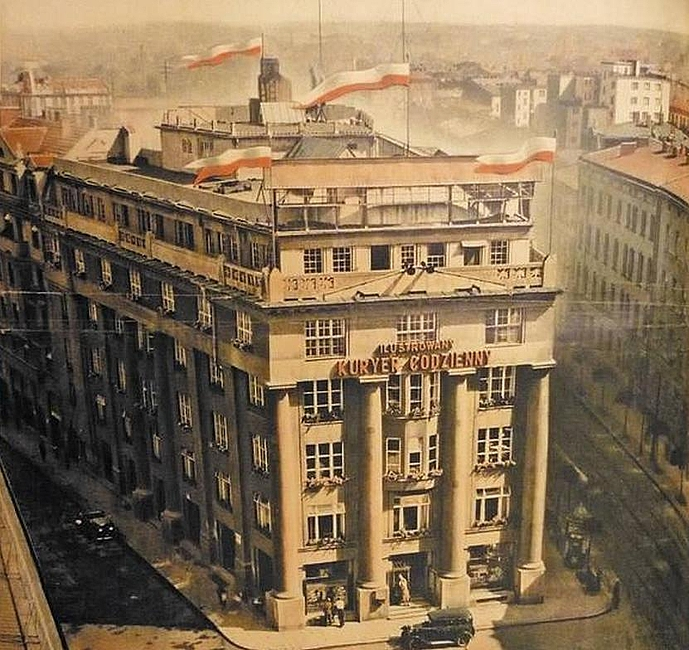
Pałac Prasy w latach 30. XX wieku.

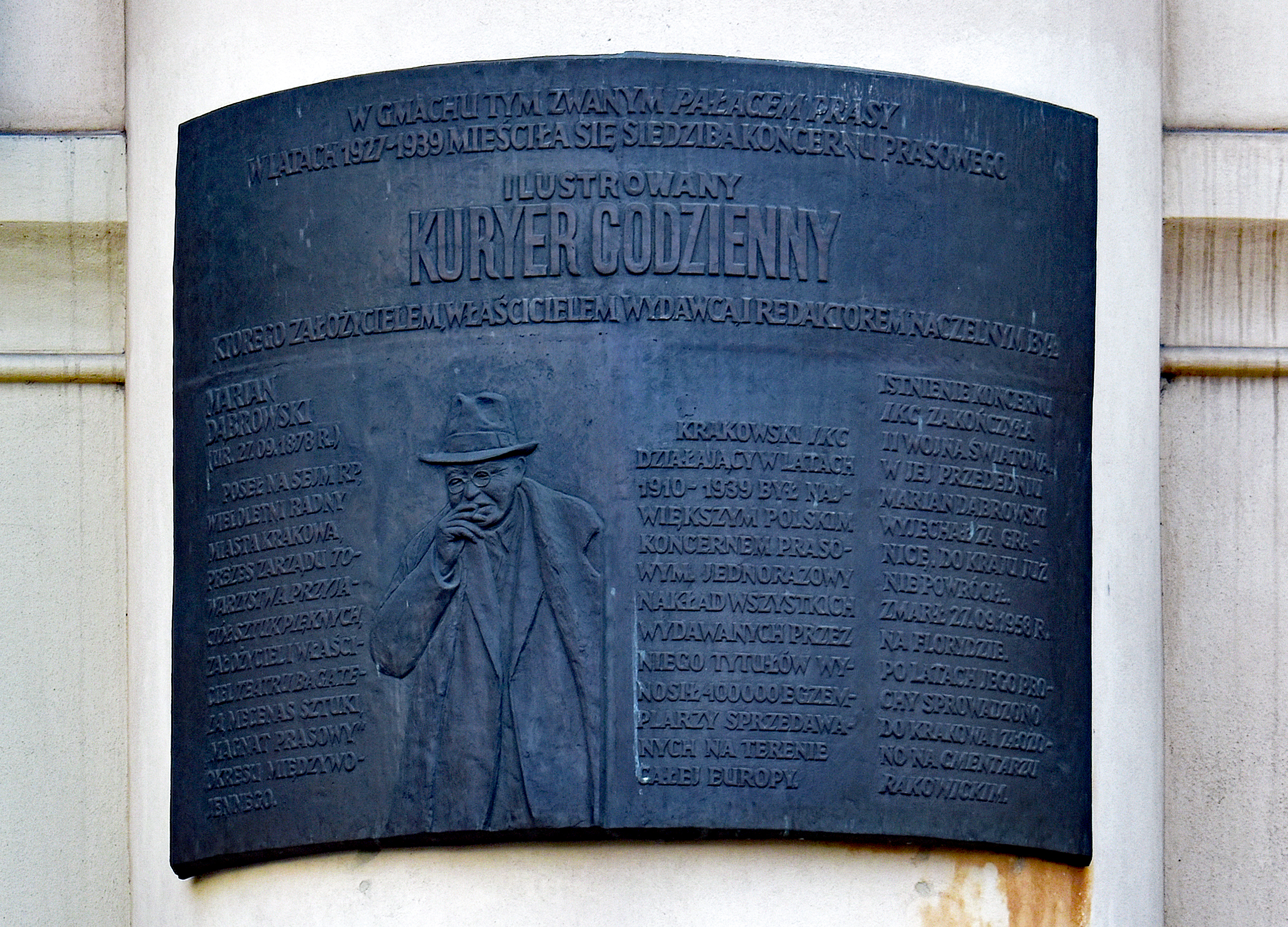
Tablica upamiętniająca Mariana Dąbrowskiego.

Pałac Prasy – biurowiec, zabytkowy budynek znajdujący się w Krakowie, w dzielnicy I Stare Miasto na rogu ulic Wielopole 1 i Starowiślnej 2, na Wesołej.

## Historia

### Bazar Polski
Miejsce, w którym wybudowano gmach nosiło nazwę „Psia górka” i zostało kupione przez grupę finansistów z zamiarem zbudowania domu handlowego. Autorami projektu budynku byli: Tadeusz Stryjeński i Franciszek Mączyński. We wrześniu 1920 rozpoczęto prace budowlane, a rok później budynek był gotowy w stanie surowym. Szkielet budynku ma konstrukcję żelazno-betonową wypełnioną cegłami. Roboty wykonała „Spójnia budowlana” Stryjeński-Mączyński-Korn w Krakowie, instalacje elektryczne wykonała firma Sokolnicki i Wiśniewski, centralne ogrzewanie firma Drzewiecki i Jeziorański, roboty stolarskie firmy Nowotarski z Wadowic i Muranyi z Krakowa, natomiast roboty ślusarskie firma J. Oremus z Krakowa.
Pierwotnie gmach był domem handlowym wybudowanym w latach 1920–1922 dla SA „Bazar Polski”, przebudowany na siedzibę „Ilustrowanego Kuryera Codziennego”, później siedziba kilku redakcji pism lokalnych. Do października 2011 zajmował go „Dziennik Polski”. Obecnie budynek jest wynajmowany głównie przez koncern ABB.
Olgierd Jędrzejczyk napisał monografię tego budynku – książkę „Krążownik Wielopole”.

## Opis budynku
Budynek ma 8 kondygnacji, w tym: suteryny, które w momencie oddania budynku służyły za magazyny i jako skład opału dla pieca centralnego ogrzewania, parter, mezanin, II i III piętro miało służyć jako przestrzeń handlowa, na IV piętrze zaplanowano miejsce na biura, część dla obsługi technicznej zainstalowanych wind oraz część jako taras. W budynku przewidziano trzy wejścia z ulicy, schody centralne z dwiema windami, toalety. Front budynku ma 15 metrów, boki po 36 metrów długości.